# Horst Hörnlein
Horst Hörnlein   (Möhrenbach, 31 de maig de 1945) és un conductor de luge alemany, ja retirat, que va competir sota bandera de la República Democràtica Alemanya durant les dècades de 1960 i 1970.
El 1968 va prendre part en els Jocs Olímpics d'Hivern de Grenoble, on va disputar les dues proves del programa de luge. Fou cinquè en la prova per parelles i setè en la prova individual. Quatre anys més tard, als Jocs de Sapporo, fent parella amb Reinhard Bredow, guanyà la medalla d'or en la prova per parelles.
En el seu palmarès també destaquen una medalla d'or, una de plata i tres de bronze al Campionat del món de luge, i tres d'or i una de bronze al Campionat d'Europa.